# 추초 발데스
추초 발데스(Chucho Valdés, 1941년 10월 9일 ~ )는 쿠바의 피아노 연주자, 밴드 리더, 작곡가, 그리고 50년 이상의 경력을 가진 음악가이다. 1973년 오르케스타 쿠바나 데무지카 모데르나의 원 멤버인 그는 쿠바의 가장 잘 알려진 라틴 재즈 밴드 중 하나인 이라케레를 창설했다. 아버지 베보 발데스와 아들 추치토도 피아니스트다. 그는 여섯 개의 그래미상과 세 개의 라틴 그래미상을 받았다.